# Helvetia Eystettensis
Die Helvetia Eystettensis war im 19. Jahrhundert eine farbentragende Auslandssektion des Schweizerischen Studentenvereins am Bischöflichen Lyzeum Eichstätt (Bayern).

## Geschichte
Am 1843 gegründeten Eichstätter Lyzeum gab es eine Philosophische Abteilung, die auch naturwissenschaftliche Fächer beinhaltete, sowie eine Theologische Abteilung. Die Lehranstalt wurde von Anfang an auch von Ausländern besucht, ab 1848 auch von katholischen Studenten der Schweiz, die in ihrer Heimat bis 1890 keine katholisch-theologische Fakultät vorfanden und sich vor allem von dem guten wissenschaftlichen Ruf der Eichstätter Professoren, insbesondere der Philosophielehrenden, und ihrer kirchlich-konservativen, romtreuen Einstellung anlocken ließen. Der Zuzug insbesondere aus den katholischen Urkantonen der Schweiz erlebte in den Jahren des Kulturkampfs seinen Höhepunkt, ebbte ab 1890 fast schlagartig ab und lief 1912 aus. Von den etwa 320 Schweizern organisierten sich etwa 200 in der Helvetia Eystettensis.

### Die erste Helvetia Eystettensis (1864–1867)
Sie wurde am 2. Februar 1864 durch den Philosophiestudenten und späteren sanktgallischen Kanoniker August Popp aus Bischofszell TG als Sektion des Schweizerischen Studentenvereins gegründet. Von Anfang an wurde auf die wissenschaftliche Betätigung der Mitglieder mittels Vorträge und eingereichter „Sektionsarbeiten“ großer Wert gelegt; dadurch gelang es bald, das Wohlwollen der Eichstätter Lyzealprofessoren zu gewinnen, die ab 1865/66 als „Ehrengäste“ am Leben der Sektion intensiv Anteil nahmen. Der Stärkung des patriotischen Gedankens diente das eigene Liedgut ebenso wie die umfangreiche Korrespondenz mit befreundeten Sektionen des Schweizerischen Studentenvereins. Die Sektionsstärke erreichte in dieser ersten Phase im Studienjahr 1866/67 mit 14 Mitgliedern ihren Höchststand. Diese wohnten mehrheitlich als „Externe“ bei Familien in der Stadt, die übrigen als „Interne“ im Bischöflichen Seminar am Jesuitenplatz, dem „Collegium Willibaldinum“. Neben den wissenschaftlichen Sitzungen gab es die üblichen studentischen Festlichkeiten wie Kneipen und gemeinsame Unternehmungen in die Gegend. Neumitglieder nahm man als „Kandidaten“ auf, während befreundete Nichtschweizer als Konkneipanten oder „Auditores benevoli“ an den Veranstaltungen teilnehmen konnten.
Ab dem Studienjahr 1867/68 rekonstituierte sich die Eichstätter Sektion fünf Jahre lang nicht mehr, da der Zuzug aus der Schweiz nach Eichstätt zu gering geworden war.

### Die zweite Helvetia Eystettensis (1872–1891)
Die Wiedergründung erfolgte durch sieben Studenten, die zuvor das Bischöfliche Knabenseminar St. Georgen in St. Gallen besucht hatten. In dieser zweiten Bestandsphase erlebte die Sektion mit wenigen Ausnahmen Jahr für Jahr kräftigen Zuwachs insbesondere von Externen, die das Sektionsleben maßgeblich gestalteten; die Mitgliederzahl schwankte zwischen 20 und 30. Man pflegte Kontakte zu den anderen Eichstätter Vereinen, insbesondere zum Katholischen Gesellenverein, in dessen Saal man Theater spielte und größere Festlichkeiten abhielt. Mittels einer Verlosung schaffte man sich eine Vereinsfahne an, die am 22. Mai 1877 in der Seminarkirche (Schutzengelkirche) geweiht wurde. Mit ihr konnte man standesgemäß an der alljährlichen Fronleichnamsprozession teilnehmen und bei anderen Gelegenheiten in der Öffentlichkeit repräsentativ auftreten.
Die zwölf Jahre von 1877/78 an können als die Blütezeit der Eichstätter Sektion bezeichnet werden. In dieser Phase erfolgte eine starke Anlehnung an das deutsche Korporationsstudententum und dessen Bräuche. Im Wintersemester 1877/78 legte sich die Eichstätter Sektion die Bezeichnung „Helvetia Eystettensis“ zu und siegelte ab sofort das Sektionsschrifttum. Die Selbstorganisation wurde verfeinert, indem für die unterschiedlichen Mitgliedsgruppen gesonderte Conventsformen eingeführt wurden. Auch übernahm man den deutschen Biercomment und legte sich die traditionelle studentische Tracht, den Wichs, zu. Das wissenschaftliche Sektionsleben trat etwas in den Hintergrund, die entsprechenden Sitzungen wurden von ihrer Zahl her reduziert. 1884 spendete der Kaufmanns- und Verlegersohn und spätere Unbeschuhte Karmelit und Missionsbischof Adelrich Benziger aus Einsiedeln einen runden Tisch zur Ausschmückung des – immer wieder wechselnden – Kneiplokals, der, versehen mit dem Zirkel des Schweizerischen Studentenvereins und den Biernamen der Sektionsmitglieder, heute im Bischöflichen Seminar steht. 1884/85 studierte der spätere erste Professor für Schweizer Geschichte der Universität Freiburg im Üechtland, Albert Büchi, in Eichstätt, und verfasste mit zwei anderen Sektionsmitgliedern eine Sektionsgeschichte, die mit Ergänzungen 1889 gedruckt wurde. 1888 weilte der spätere bekannte Schweizer Dichter Heinrich Federer einige Monate bei der Eichstätter Sektion, bis er wegen seines Asthmas Eichstätt wieder verlassen musste.
Ausgerechnet im Jahr des 25-jährigen Bestandsjubiläums 1889 war der Mitgliederbestand der Sektion auf nur acht Mitglieder abgesunken. Dennoch feierte man das Jubiläum im Juni 1889 im großen Stil, d. h. mit den im deutschen Korporationswesen üblichen Elementen wie Begrüßungsabend, Festgottesdienst, Festbankett, Festzug, Gräbergang, Kommers und abschließendem Gartenfest. Auch danach blieb die Sektion klein, da mit der Gründung der Universität Fribourg für katholische Schweizer Studenten immer weniger die Notwendigkeit bestand, zum Studium ins Ausland zu gehen. Als letztes Stiftungsfest feierte man das 27. im Sommersemester 1891. Danach riss das Sektionsleben durch Abreise der Mitglieder offensichtlich abrupt ab, zumindest fand die bis dahin anhaltende sorgfältige Protokollierung von Sitzungen und Veranstaltungen ein jähes Ende.
Ab dem Studienjahr 1891/92 rekonstituierte sich die Sektion nicht mehr. Im Gesamtverein galt sie von 1892 bis 1894 als suspendiert und ab 1895 als sistiert und damit bis auf weiteres nicht mehr existierend. Noch weit ins 20. Jahrhundert hinein fand die Sektion insbesondere in Nachrufen auf ihre Mitglieder – Geistliche, Ärzte, Lehrer, Juristen, Publizisten u. a. m. – vielfach lobende Erwähnung als eine Vereinigung, die im Ausland mit Erfolg ein Stück Heimat war.
Das Vereinsschrifttum, das in einer Archivkiste verwahrt wurde, befindet sich heute in der Abteilung Historische Bestände der Universitätsbibliothek Eichstätt-Ingolstadt. Die Vereinsfahne soll in die Schweiz gelangt sein. Einige Fotomontagen mit den Sektionsmitgliedern und Ehrengästen von 1887 sind ebenfalls im Priesterseminar Eichstätt verblieben und können dort betrachtet werden.